# داستان یک شهر
داستان یک شهر رمانی از احمد محمود، نویسنده ایرانی است. این رمان به نوعی ادامه داستان رمان همسایه‌ها است که البته بدون هیچ اشاره‌ای به آن ادامه پیدا می‌کند. داستان پس از کودتای ۲۸ مرداد، یعنی همان زمانی که رمان همسایه‌ها به پایان می‌رسد، آغاز می‌شود و دوره وقوع کودتا تا پاکسازی ارتش شاهنشاهی از افسران حزب توده را به تصویر می‌کشد.
به مانند همسایه‌ها تمامی اتفاقات از دیدگاه خالد روایت می‌شود و باز هم به مانند همسایه‌ها تلاش می‌شود تا اشاره مستقیمی به رویدادهای تاریخی و سیاسی کشور نشود بلکه تنها بازتاب آنها در زندگی طبقه پایین جامعه به تصویر کشیده شود؛ هرچند این نیت در بخشی از رمان به طور کامل فراموش می‌شود و نویسنده به ناگاه به شرح کامل آخرین روزهای تعدادی از افسران ارشد حزب توده که پس از کودتای ۲۸ مرداد بازداشت و اعدام شدند می‌پردازد.
خالد، همان شخصیت اول رمان همسایه‌ها که در اواخر آن رمان به زندان افتاده بود در داستان یک شهر تبعید شده است و داستان همسایه‌ها در این رمان در فضای تبعید ادامه می‌یابد.